# Karakorum (oraș)
Karakorum sau Qara Qorum (mongolă: Muntele Negru, în scriere mongolă:ᠬᠠᠷᠠᠬᠣᠷᠣᠮ, Qaraqorum; în chineză: 哈拉和林) este un oraș ruină la poalele munților Changai din Mongolia, în apropiere de orașul actual Kharkhorin (Хархорин) și nu departe de mănăstirea budistă Erdene Zuu, în nord-estul provinciei Övörkhangai. A fost fondat în 1235 de către Ögödei, unul din fiii lui Genghis Han, pentru a fi capitala Imperiului Mongol. Kubilai Khan a ales drept capitală a imperiului orașul Khanbalik (actualul Beijing), după 1260.

## Geografie
Karakorum se află pe valea Orchon în apropierea orașului Charchorin (Хархорин) din provincia Öwörchangai-Aimag, Mongolia. Ruinele sunt la ca. 320 km depărtare de  Ulaanbaatar. Pe valea Orchon s-au făcut o serie de descoperiri arheologice cu privire la istoria Imperiului Mongol ca și perioada unui imperiu uigur mai vechi  (744–840 e.n.) și o serie de obiceiuri a popoarelor nomade din stepele Asiei orientale.

## Istorie

### Karakorum de la Genghis Han la Ögödei
La începutul secolului al XIII-lea, Genghis Han a stabilit dominația mongolilor asupra unui teritoriu care se întindea de la Pacific la Marea Caspică, fondând un imperiu cuprinzând stepele Mongoliei, Coreea, China de Nord și o parte a Asiei Centrale. Acest imperiu nu avea o capitală, întrucât mongolii erau nomazi.
Prin 1220, Genghis Han și-a stabilit tabăra de bază, lăsând acolo femeile și administrația centrală în timpul campaniilor militare, pe situl de la Karakorum (nume care semnifică „stânca neagră”), situată la poalele Munților Hangai pe malul stâng al râului Orhon, afluent al râului Selenga. Karakorum este un sit semnificativ, aflat la vreo 25 km de vechea capitală uigură Qara Balgassun (secolul al VIII-lea).
Genghis Han a murit în 1227, iar fiul său Ögödei i-a succedat; acesta, prin 1235, a dispus începerea lucrărilor de transformare a taberei de la Karakorum în oraș-capitală.

### Capitala Imperiului Mongol (din 1230 până în 1260)
A fost edificat un zid, care era simbolul întregului oraș. Mai târziu, Marco Polo menționa un simplu rambleu de pământ, iar Willem van Rubroeck / Guillaume de Rubrouck menționa un zid de cărămizi. Patru porți se deschideau spre cele patru puncte cardinale. Două statui enorme de granit, care reprezentau broaște țestoase, cu inscripții în stil chinez, ornau poarta de Est, care deschidea drumul spre China.
Karakorum era deschis tuturor cultelor religioase și tuturor popoarelor din Imperiu. Locuitorii săi erau de altfel aproape toți străini, întrucât mongolii refuzau să se sedentarizeze.
Două mari cartiere dominau: cel al chinezilor și cel al des sarazinilor, în mare parte meșteșugari și artiști. Capitala mongolă prezenta o înaltă calitate a vieții. Arheologii au reperat acolo sisteme de încălzire cu aer cald, canale de irigație și de aducție de apă. Agricultura apărea în apropierea cetății pentru a hrăni locuitorii, însă insuficient, de aceea Karakorum depindea de produse agricole provenite din China.
Palatul Imperial, numit Qarchi („castel”) de către mongoli și Wan-an kung („Palatul celor O mie de liniști”) de către chinezi, se afla în centrul unei curți înconjurate de mai multe incinte, cea mai mare măsurând 200 de metri pe 225. O movilă de 28 de metri înălțime găzduia iurta imperială.
Guillaume de Rubrouck relata că palatul însuși a adoptat un plan bazilical cu cinci nave, despărțite de stâlpi mari de lemn. Marele Han sta lângă pat, așezat ca un zeu deasupra supușilor pe un podium cu două scări de acces. Însă palatul mongol rămânea în ansamblu foarte simplu. Traducea primii pași ezitanți ai unui popor care ignora orice arhitectură și urbanism.
În 1256 Möngke / Mongku , cel de-al patrulea Mare Han, a dispus construirea unei imense stupe de cinci etaje, înaltă de o sută de metri, care scotea în evidență favorurile pe care mongolii le acordă budismului.
Möngke Han a mărit palatul și a finalizat marele templu Stupa. L-au pus pe aurarul parizian Guillaume Bouchier să proiecteze și să construiască Arborele de Argint, în centrul orașului Karakorum. Un arbore mare sculptat din argint și alte metale prețioase a fost înălțat în mijlocul curții și se profila asupra palatului, cu ramurile copacului extinse în clădire. Fructe de argint atârnau de ramuri, iar patru șerpi de aur se împleteau în jurul trunchiului, în timp ce în vârful arborelui era așezat un înger cu trâmbiță, toate ca niște automate care funcționau pentru plăcerea împăratului. Când hanul voia să cheme băuturile pentru oaspeții săi, îngerul mecanic își ridica trâmbița la buze și suna, după care din gurile șerpilor începeau să țâșnească, ca dintr-o fântână, băuturi alcoolice (vin, cumâs și hidromel), în ligheanul mare de argint aranjat la baza copacului.

### Destin ulterior

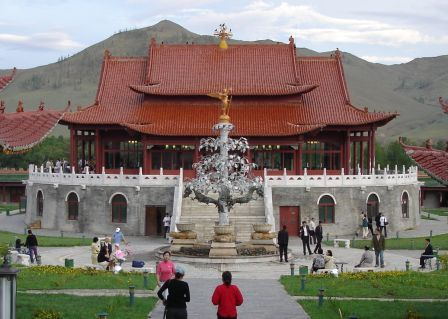
Fântâna arborelui de argint (reconstitutire modernă)

În anii 1260, Kubilai, al cincilea Mare Han, a mutat capitala imperială în China, în vechea capitală a dinastiei Jin, Zhongdu, căreia i-a dat numele de Khanbalik / Hanbalâk (în turca veche) sau Dadu (în chineză), actualul Beijing, devenind primul împărat al dinastiei Yuan, 1271.
Karakorum a suferit în timpul Războiului Civil Toluid, de succesiune, care l-a opus, după moartea lui Möngke, pe Kubilai fratelui său Ariq Boqa, rămas la Karakoroum, din 1260 până în 1264, apoi războiele dintre Kubilai și Qaidu.
Orașul a cunoscut o perioadă de prosperitate la începutul secolului al XIV-lea. După sfârșitul dinastiei Yuan, în 1368, orașul a servit de reședință lui Biligtü Khan. În 1388, trupele dinastiei Ming au cucerit și distrus orașul.
Karakorum a fost locuit la începutul secolului al XVI-lea, epocă în care Dayan Khan l-a făcut capitala sa. În anii care au urmat, orașul și-a schimbat săpânii de mai multe ori, în timpul războaielor dintre Oirați și Bordjigin, iar apoi a fost abandonat, în mod definitiv.

## Situl actual

### Săpăturile arheologice
...

### Locuri și monumente

#### Mănăstirea Erdene Zuu

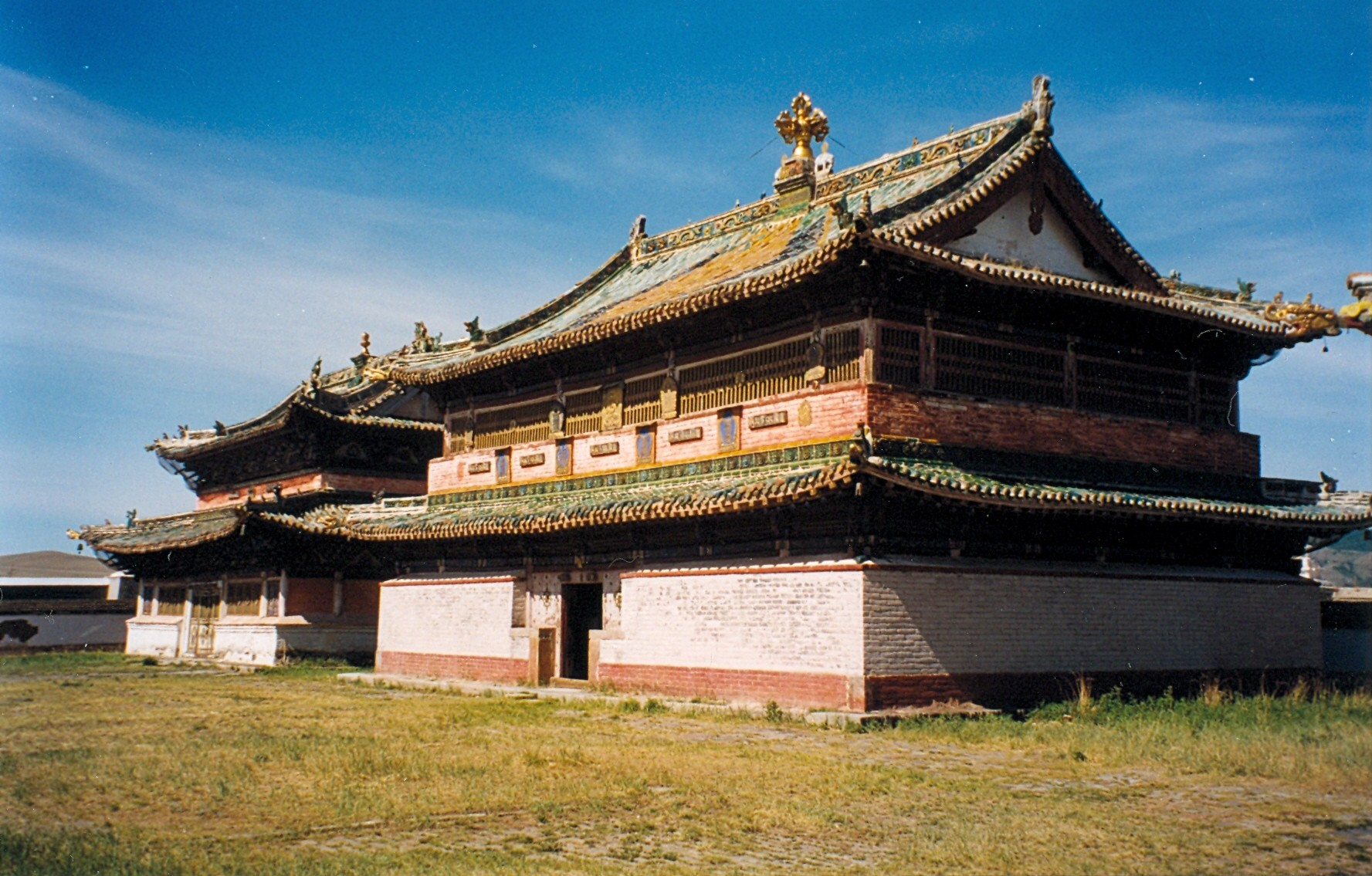
Templu în mănăstirea Erdene Zuu

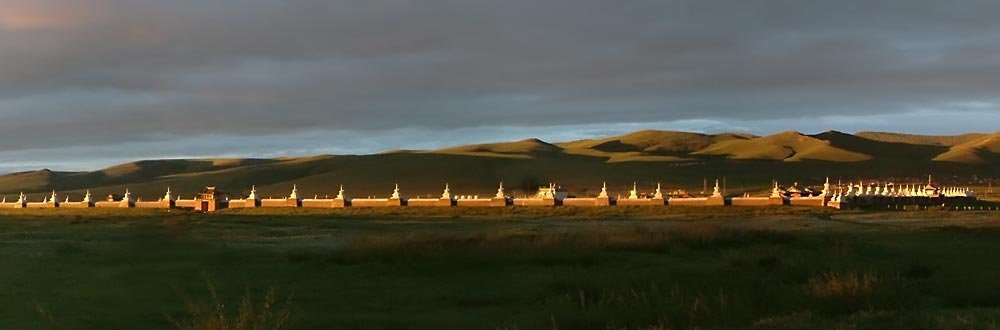
Vedere din mănăstirea Erdene Zuu

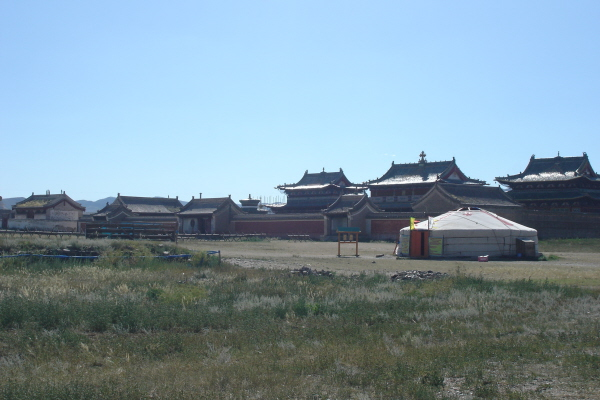
Vedere asupra mănăstirii budiste Erdene Zuu

În 1585, o mănăstire budistă a fost construită nu departe de situl orașului Karakorum, Erdene Zuu, la porunca prințului Abadai Khan. 
De-a lungul secolelor, Erdene Zuu a fost sanctuarul religios cel mai important din Mongolia.
Mănăstirea Erdene Zuu este probabil mănăstirea budistă a școlii Gelugpa a budismului tibetan cea mai veche din Mongolia. Este situată chiar în exteriorul incintei ruinelor vechii capitale a Imperiului Mongol, Karakorum, aproape de orașul actual Kharkhorin.
La începutul secolului al XX-lea, se aflau acolo peste 700 de temple și locuințe (în exteriorul incintei) pentru aproape o mie de călugări. În 1939 conducătorul comunist mongol Horlooghiin Cioibalsan a dispus distrugerea mănăstirii, ca parte a unei epurări care a condus la dispariția a sute de mănăstiri în Mongolia și la moartea a peste zece mii de călugări. Mănăstirea a fost parțial distrusă. Trei mici temple și zidul exterior cu stupele au rămas nedistruse; templele au devenit muzee în 1947. Se spune că această parte a mănăstirii a fost cruțată de la distrugere în urma presiunii făcute de Iosif Vissarionovici Stalin. Un cercetător pretinde că președintele american Franklin Roosevelt i-ar fi cerut lui Stalin să cruțe mănăstirea, în 1944.
Erdene Zuu a putut exista doar ca muzeu; singura mănăstire care funcționa în Mongolia era mănăstirea Gandantegchinlin din capitală, Ulaanbaatar. Totuși, după prăbușirea comunismului în Mongolia, întâmplată în 1990, mănăstirea Erdene Zuu a fost redată călugărilor lama, iar Erdene Zuu a redevenit un loc de cult. Situl a fost restaurat la sfârșitul secolului al XX-lea și și-a regăsit, în parte, aspectul religios. În prezent Erdene Zuu rămâne o mănăstire budistă activă precum și un muzeu care este deschis turiștilor.
Din 2004, face parte din lista patrimoniului mondial UNESCO, cu numele de peisajul cultural din Valea Orhon.

#### Broaștele țestoase de piatră
Patru țestoase de piatră (Bìxì) marchează limitele vechii capitale pe care ar trebui să o protejeze.  

### Galerie

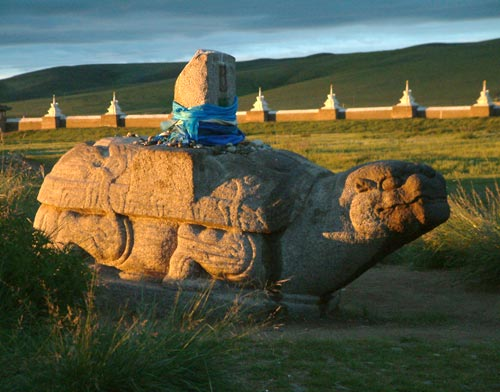
Broască țestoasă de piatră (Bìxì, unul dintre Cei nouă fii ai dragonului din Mitologia chineză) și zidul mănăstirii Erdene Zuu
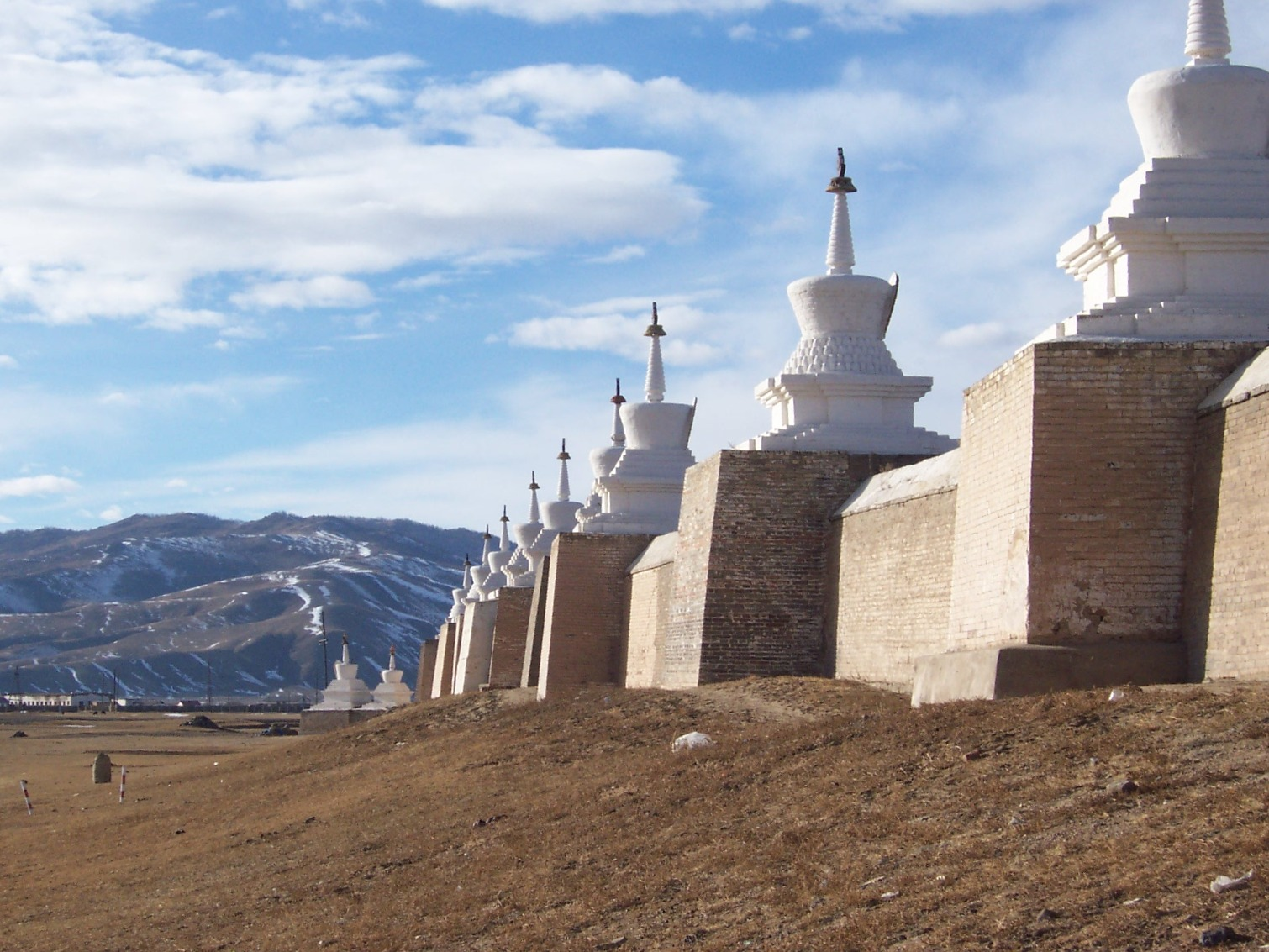
Cele 108 stupe care înconjoară mănăstirea Erdene Zuu
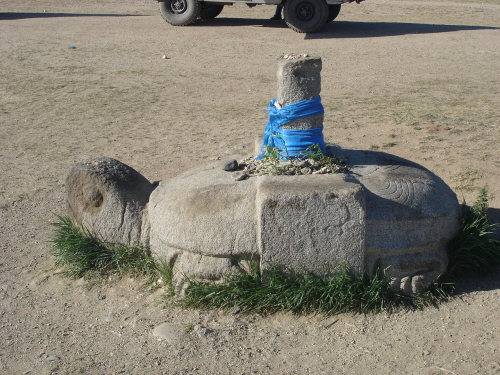
Bìxì - Nord
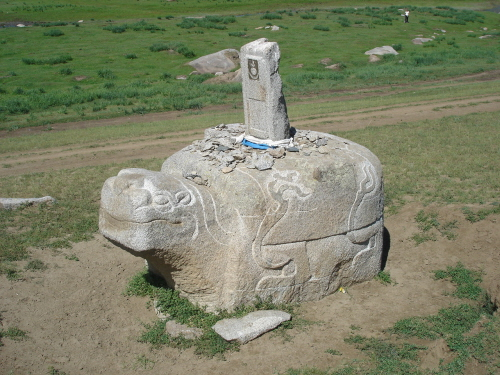
Bìxì - Sud
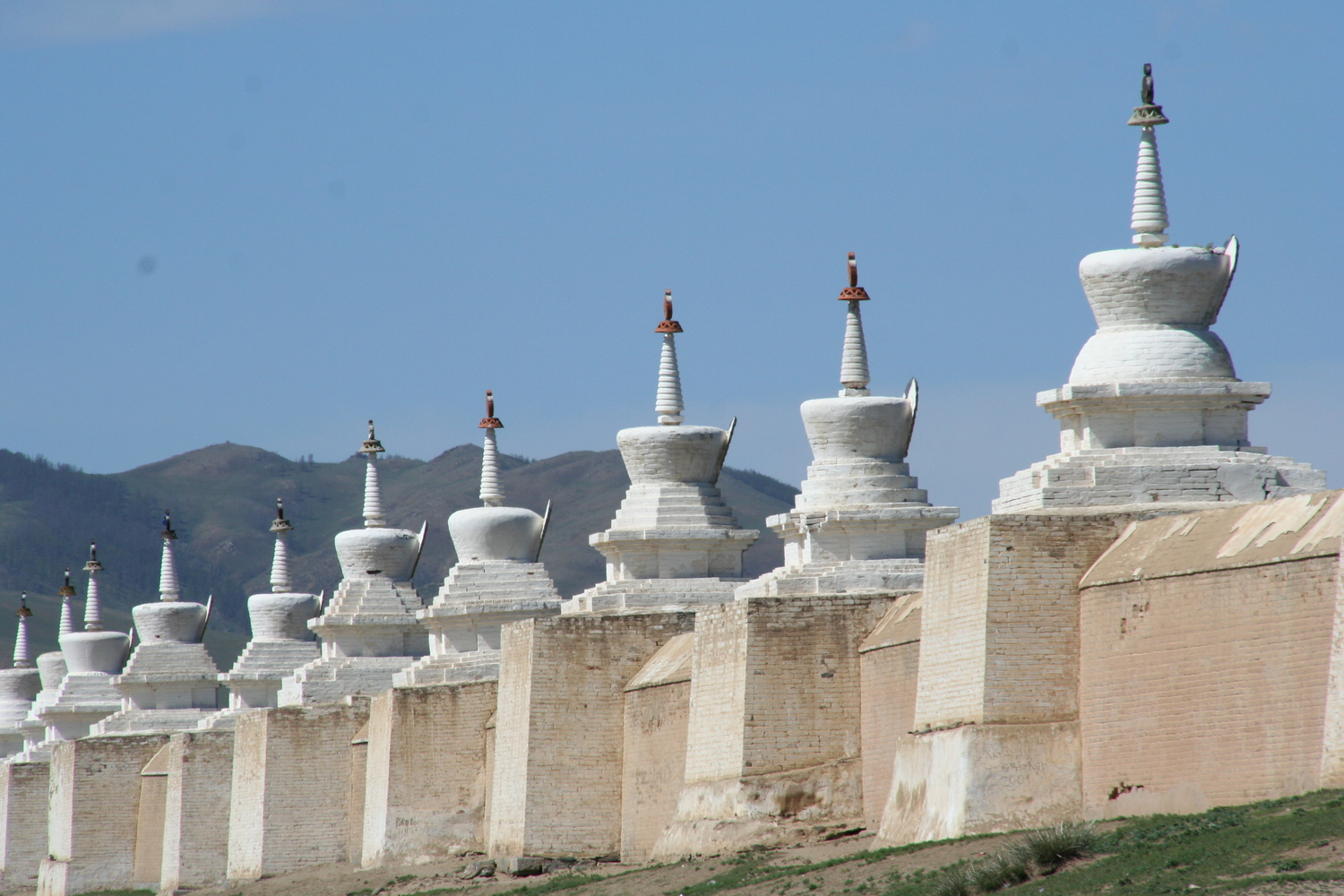
Stupele care înconjoară mănăstirea Erdene Zuu
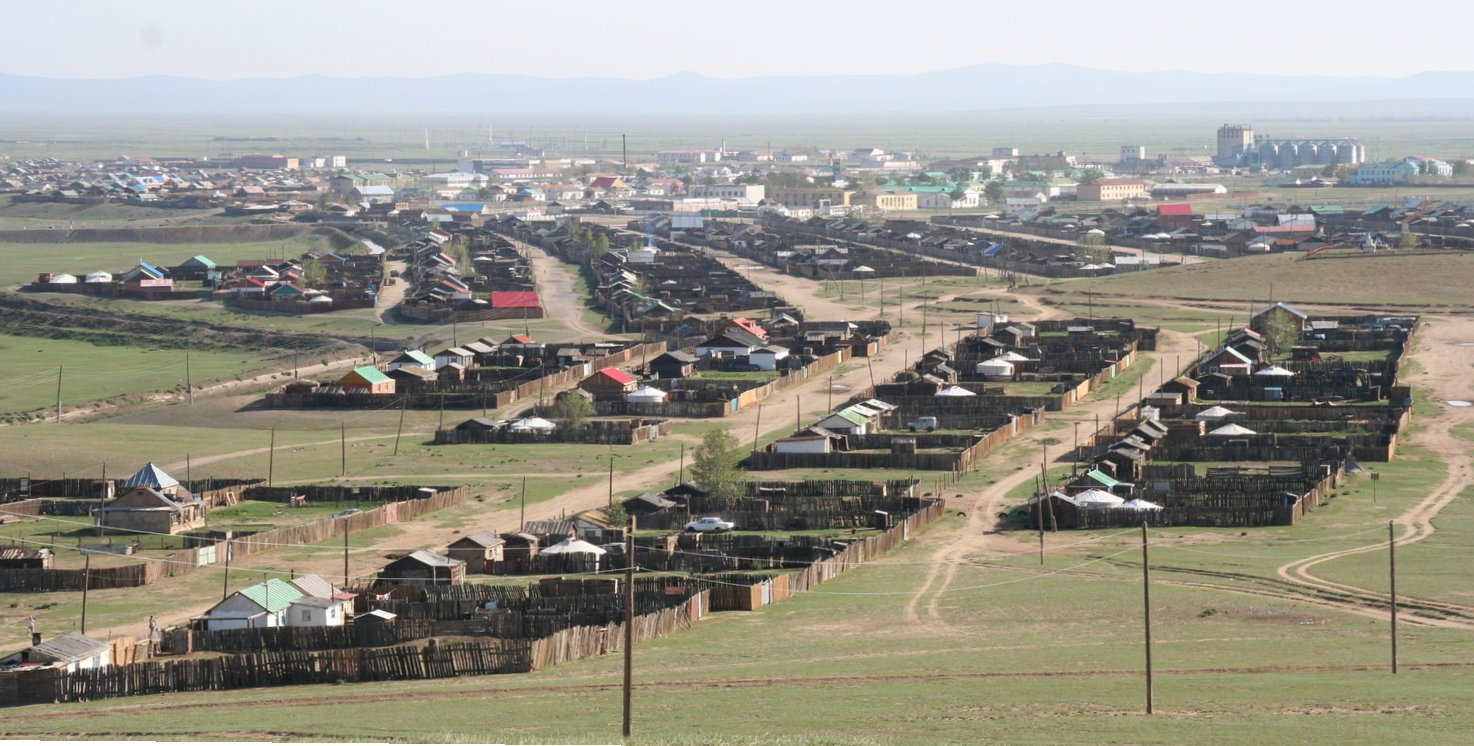
Vedere din orașul Karakorum
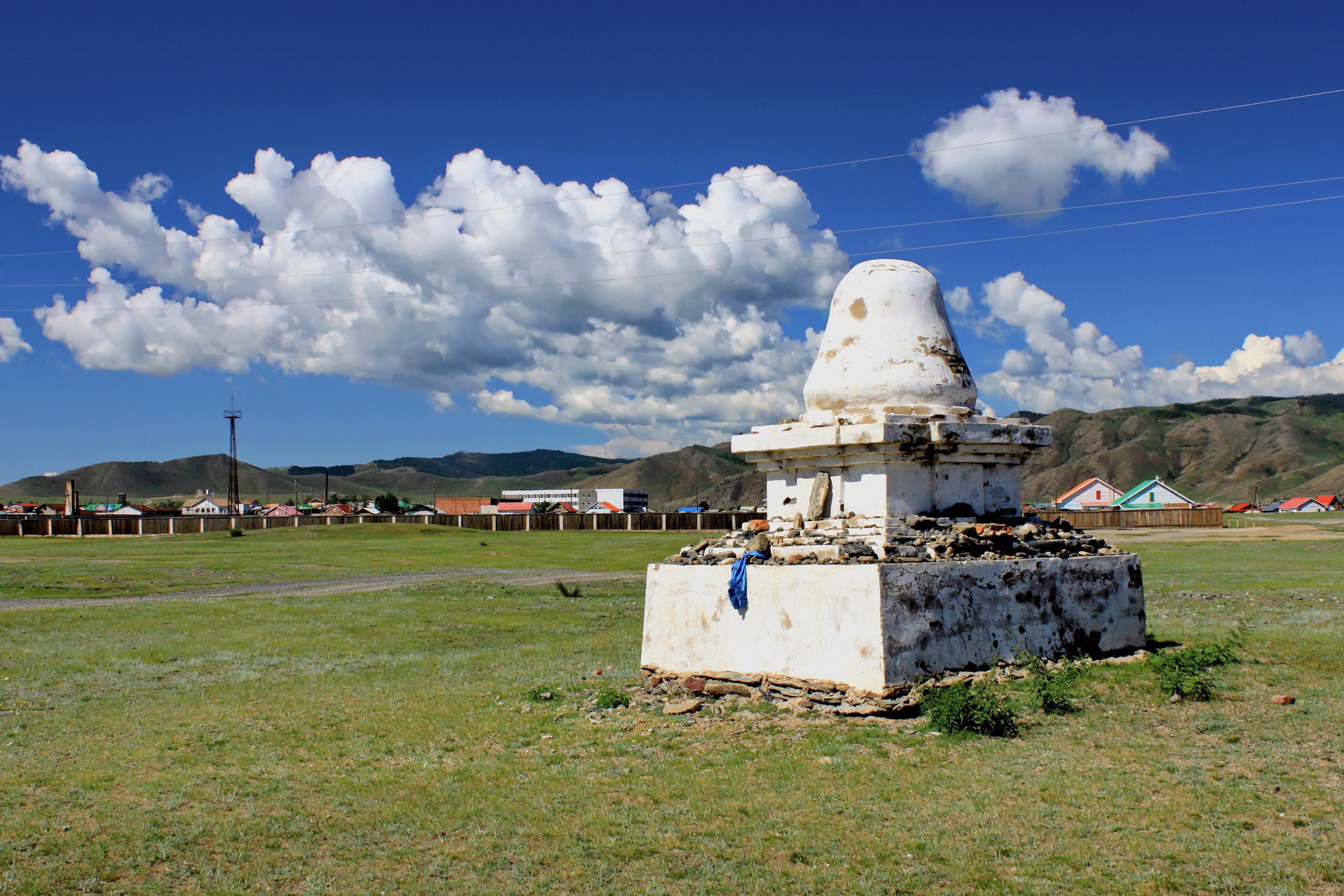
Stupa veche, deteriorată, a Nirvanei. Kharkhorin, provincia Övörkhangai, Mongolia.